# Anthologie poétique (1992-2005)
Anthologie poétique (1992-2005) est une anthologie de poèmes de Mahmoud Darwich parus de 1992 à 2005, publiée en édition bilingue (versions originale et traduite) en 2009. L'ouvrage est paru après la mort de l'auteur en août 2008.

## Composition de l'ouvrage
L'anthologie reprend des poèmes des recueils suivants : 
- Onze Astres
- Pourquoi as-tu laissé le cheval à sa solitude ?
- Le Lit de l'étrangère
- Murale
- État de siège
- Ne t'excuse pas
- Comme des fleurs d'amandier ou plus loin

## Réédition
L'anthologie est reprise en 2019 en Algérie par les éditions Barzakh.